# Ginástica artística nos Jogos Olímpicos de Verão da Juventude de 2010 - Cavalo com alças
A final do cavalo com alças da ginástica artística nos Jogos Olímpicos de Verão da Juventude de 2010 foi disputada no dia 21 de agosto no Bishan Sports Hall, em Singapura.

## Medalhistas
| Ouro   | UKR Oleg Stepko      |
| Prata  | GBR Sam Oldham       |
| Bronze | RUS Daniil Kazachkov |

## Resultados

### Qualificatória
A etapa qualificatória para este e para os demais aparelhos, bem como para o individual geral, foi disputada no dia 16 de agosto. 41 ginastas competiram e os oito melhores se classificaram para a final.

### Final
| Pos.              | Ginasta                 | Dificuldade | Execução | Penalidades | Total  |
| ----------------- | ----------------------- | ----------- | -------- | ----------- | ------ |
| Medalha de ouro   | UKR Oleg Stepko         | 5.100       | 8.850    | —           | 13.950 |
| Medalha de prata  | GBR Sam Oldham          | 4.900       | 9.025    | —           | 13.925 |
| Medalha de bronze | RUS Daniil Kazachkov    | 4.500       | 9.050    | —           | 13.550 |
| 4                 | BLR Vasili Mikhalitsyn  | 4.600       | 8.850    | —           | 13.450 |
| 5                 | HUN Levente Vagner      | 5.200       | 8.225    | —           | 13.425 |
| 6                 | JPN Yuya Kamato         | 4.500       | 8.825    | —           | 13.325 |
| 7                 | GRE Nikolaos Iliopoulos | 5.100       | 8.100    | —           | 13.200 |
| 8                 | ROU Andrei Muntean      | 4.600       | 8.450    | —           | 13.050 |